# Joseph Pérez
Joseph Pérez   (La Ròca d'Òlmes, 14 de gener de 1931 - Bordeus, 8 d'octubre de 2020) fou un historiador i hispanista francès.

## Biografia
Va néixer el 14 de gener de 1931 a la ciutat occitana de la Ròca d'Òlmes, població situada al districte de Pàmies (Arieja, França), fill d'emigrants valencians de Bocairent.
Al llarg de la seva carrera va rebre les distincions: Gran Creu d'Alfons X el Savi, comanador de l'Orde d'Isabel la Catòlica i Oficial de la Legió d'Honor. El 25 de gener de 2007 fou nomenat fill adoptiu de la ciutat natal del seus pares, Bocairent.

## Trajectòria professional
Especialista en història d'Espanya, i professor de castellà a l'Escola Superior de Saint-Cloud prop de París, va doctorar-se en història l'any 1970 amb la tesi La Revolució de les Comunitats de Castella (1520-1521). Fou catedràtic de civilització espanyola i hispanoamericana de la Universitat de Bordeus III, membre del Centre Nacional de la Recerca Científica (CNRS), membre de la Reial Acadèmia de la Història.
El maig de 2014 fou guardonat amb el Premi Príncep d'Astúries de Ciències Socials.

## Obres
- La révolution des "Comunidades" de Castille (1520-1521) Bordeaux: Institut d'Etudes Ibériques et Ibero-Américaines de l'Université, 1970, traducido como La revolución de las comunidades de Castilla (1520-1521), Madrid: Siglo XXI de España, 1977
- Los movimientos precursores de la emancipación en Hispanoamérica, Madrid: Alhambra, Madrid: Alhambra, 1977.
- La España del siglo XVI, Madrid: Anaya, 1998
- Histoire de l'Espagne, Paris: Fayard, 1997, traducida como Historia de España, Barcelona: Crítica, 1999.
- Isabel y Fernando, los Reyes Católicos, Hondarribia: Nerea, 2001
- Historia de una tragedia: la expulsión de los judíos de España, Barcelona: Crítica, 1993
- El humanismo de Fray Luis de León, Madrid: Consejo Superior de Investigaciones Científicas, 1994.
- Lope de Vega, El caballero de Olmedo; edición, introducción y notas de Joseph Pérez. Madrid: Castalia, 1970
- Charles Quint: empereur des deux mondes, coll. «Découvertes Gallimard» (nº 197), París: Gallimard, 1994, traducido al español como Carlos V, Madrid: Temas de Hoy, 1999.
- L'Espagne de Philippe II Paris: Le grand livre du mois, 1999; traducido al español como La España de Felipe II, Barcelona: Crítica, 2000.
- L'Espagne des Rois Catholiques Paris: Bordas, 1971
- L'Espagne du XVIe siècle Paris: Armand Colin, 1973
- Isabelle et Ferdinand, Rois Catholiques d'Espagne Paris: Fayard, 1988, traducido como Isabel y Fernando, los Reyes Católicos (Madrid: Nerea, 1997. ISBN 84-89569-12-6)
- Crónica de la Inquisición en España, Barcelona: Martínez Roca, 2002
- Isabelle la Catholique: un modèle de chrétienté? Paris: Payot & Rivages, 2004 (Isabel la Católica : ¿un modelo de cristiandad? ALMED 2007 ISBN 978-84-935857-0-9)
- Los judíos en España, Madrid: Marcial Pons, 2005 ISBN 84-96467-03-1
- La Inquisición española: crónica negra del Santo Oficio, Madrid: Martínez Roca, 2005 ISBN 84-270-3174-2
- De l'humanisme aux Lumières: études sur l'Espagne et l'Amérique, Madrid: Casa de Velázquez, 2000.
- Historia de España. 3a edició.  Editorial Crítica, 2006. ISBN 9788484320913.
- Mitos y tópicos de la historia de España y América.  Algaba Ediciones, 2006. ISBN 9788496107694.
- Teresa de Ávila y la España de su tiempo.  Madrid: Algaba Ediciones, 2007. ISBN 9788496107809.
- Joseph Pérez, Armando Alberola Romá. España y América entre la Ilustración y el liberalismo.  Casa de Velázquez, 1993. ISBN 9788477840756.
- Joseph Pérez. España y América en una perspectiva humanista.  Casa de Velázquez, 1998. ISBN 9788486839802.